# Jacques Raymond Brascassat
Jacques Raymond Brascassat (Bordeaux, 30 agosto 1804 – Parigi, 28 febbraio 1867) è stato un pittore francese.
Fu un pittore paesaggista e di animali.

## Altri progetti

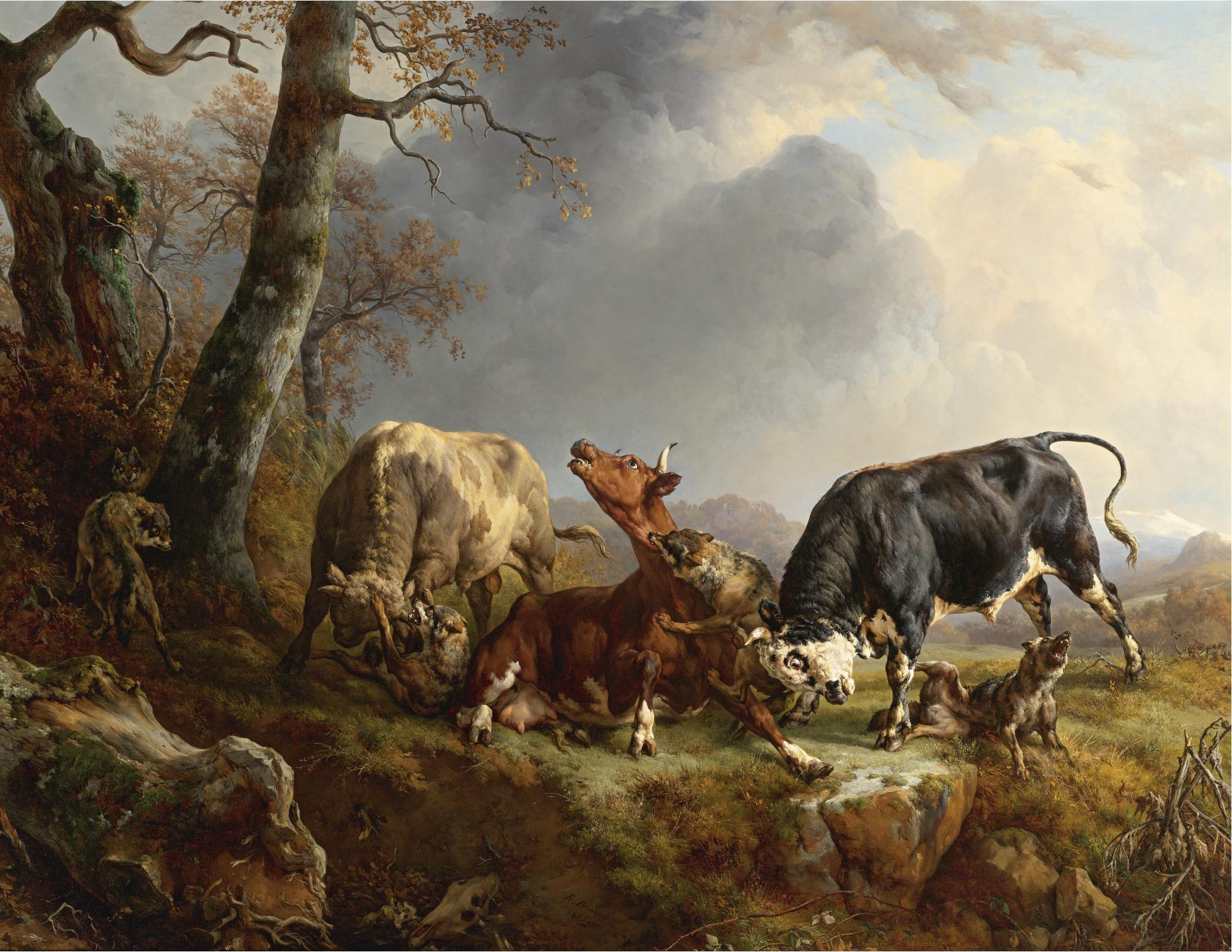
Due tori difendono una mucca attaccata dai lupi

## Biografia
Jacques Raymond Brascassat era il figlio adottivo del pittore paesaggista Théodore Richard. Fu allievo di Louis Hersent alla Scuola di Belle arti di Parigi.

Nel 1825 ottenne il secondo posto al Prix de Rome per il paesaggio storico, con la tela "La caccia di Meleagro". Il re Carlo X gli concesse allora una borsa perché potesse ugualmente trascorrere due anni a Roma, e Brascassat ve ne passò quattro, dipingendo numerosi paesaggi che furono poi esposti a Parigi fra il 1827 e il 1835.

Nel 1835 si dedicò alla pittura di animali, per la quale divenne famoso. La sua "Lotta di tori" del 1837 (oggi al Museo di Nantes) e la sua "Mucca attaccata dai lupi" del 1845, sono forse i suoi capolavori. Ma ciò che colpisce delle sue opere è soprattutto lo stile asciutto e preciso, la cura delle sue osservazioni e annotazioni pittoriche e la grande correttezza del tratto. Nel 1846 fu eletto membro dell'Accademia di belle arti.
Brascassat morì a Parigi nel 1867 a 62 anni e fu sepolto nel cimitero di Montmartre..

Suoi allievi furono Charles-François Daubigny e Jean-Ferdinand Chaigneau.

## Opere

### Viaggio in Italia
1824-1828.

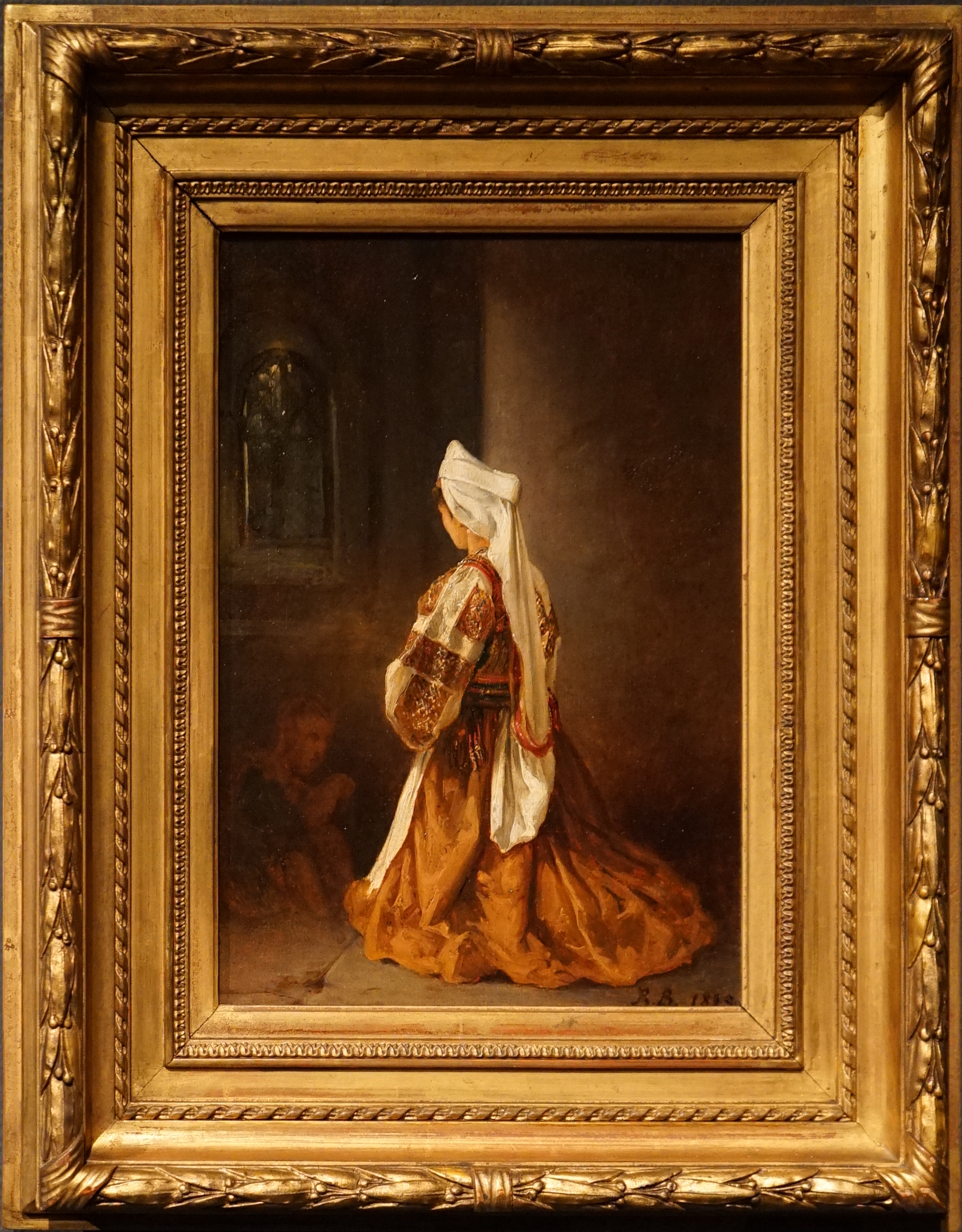
Caraffa
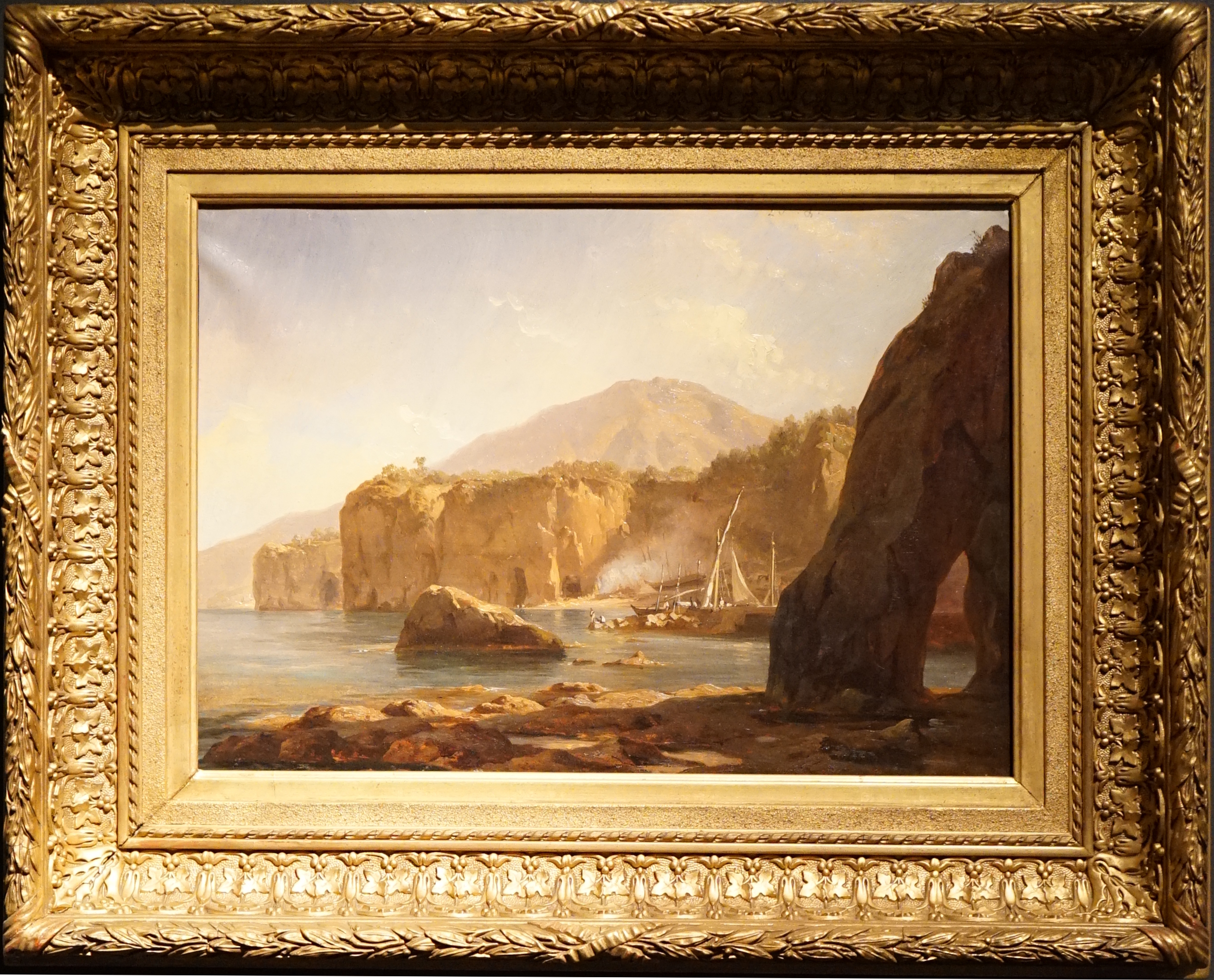
Golfo di Napoli
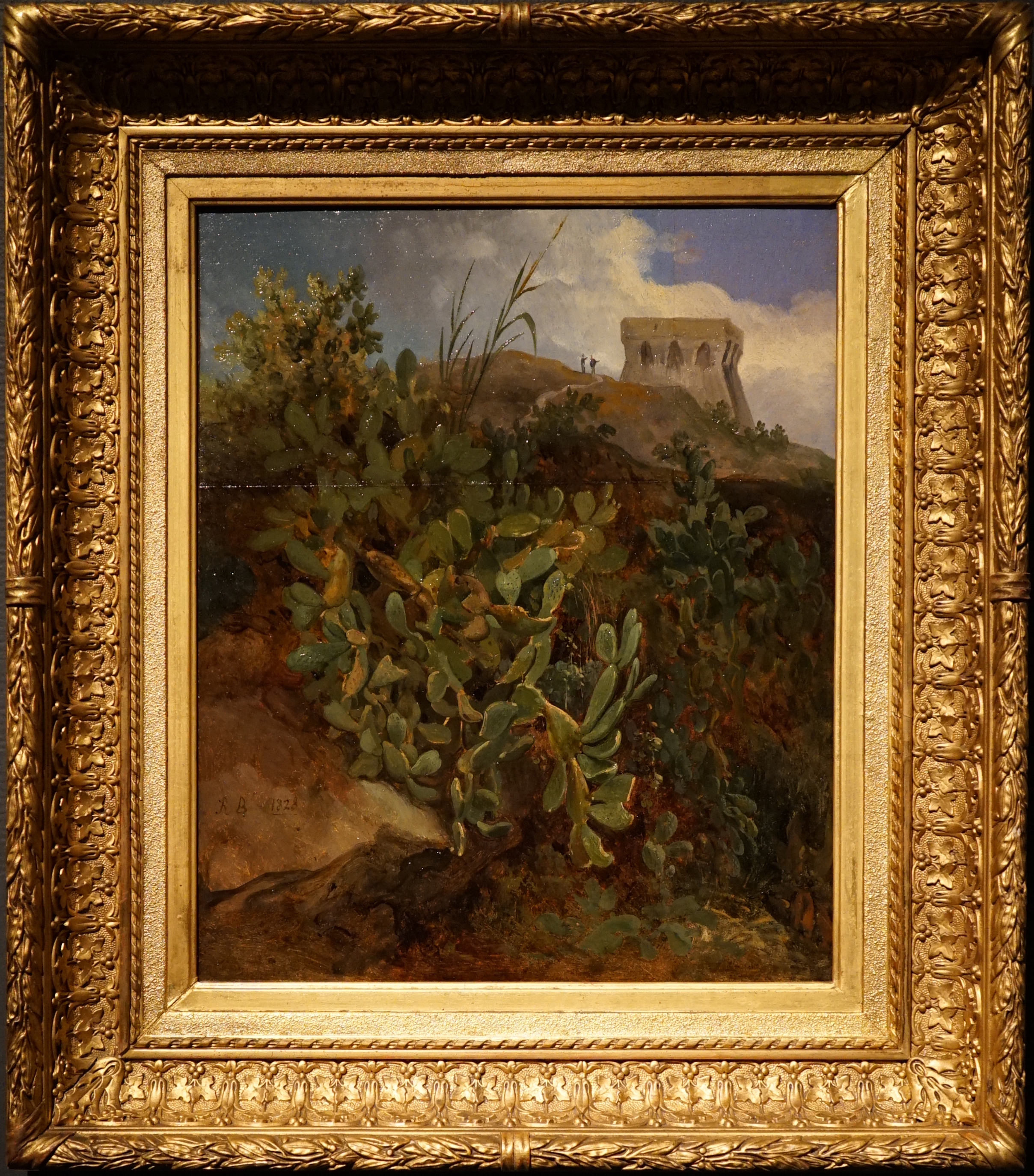
L'isola d'Ischia.

## Opere famose
- Chasse de Méléagre (1825)
- Lutte de taureaux (1837)
- Vache attaquée par des loups (1845)

## Galleria d'immagini

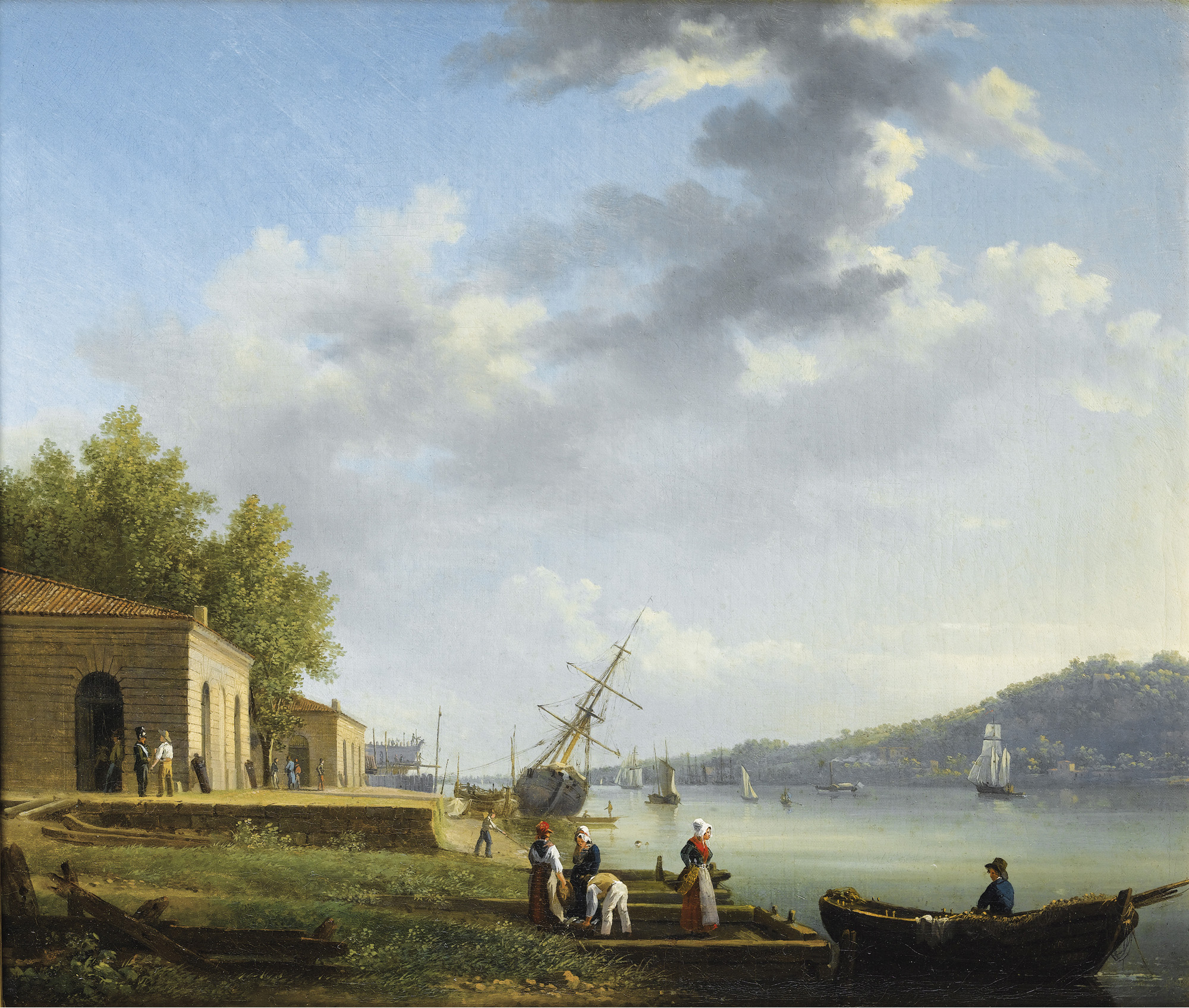
Veduta di Bordeaux 1
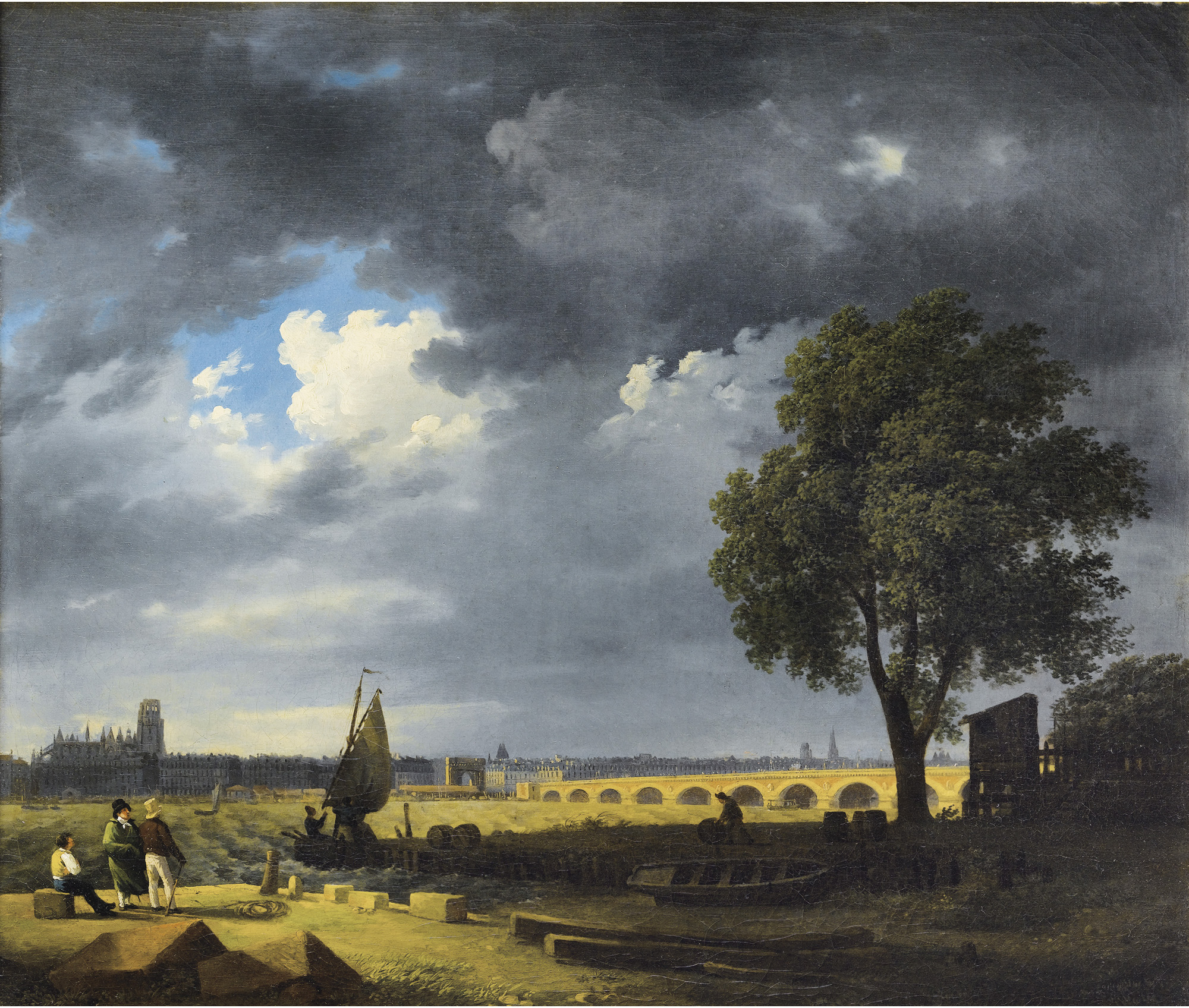
Veduta di Bordeaux 2
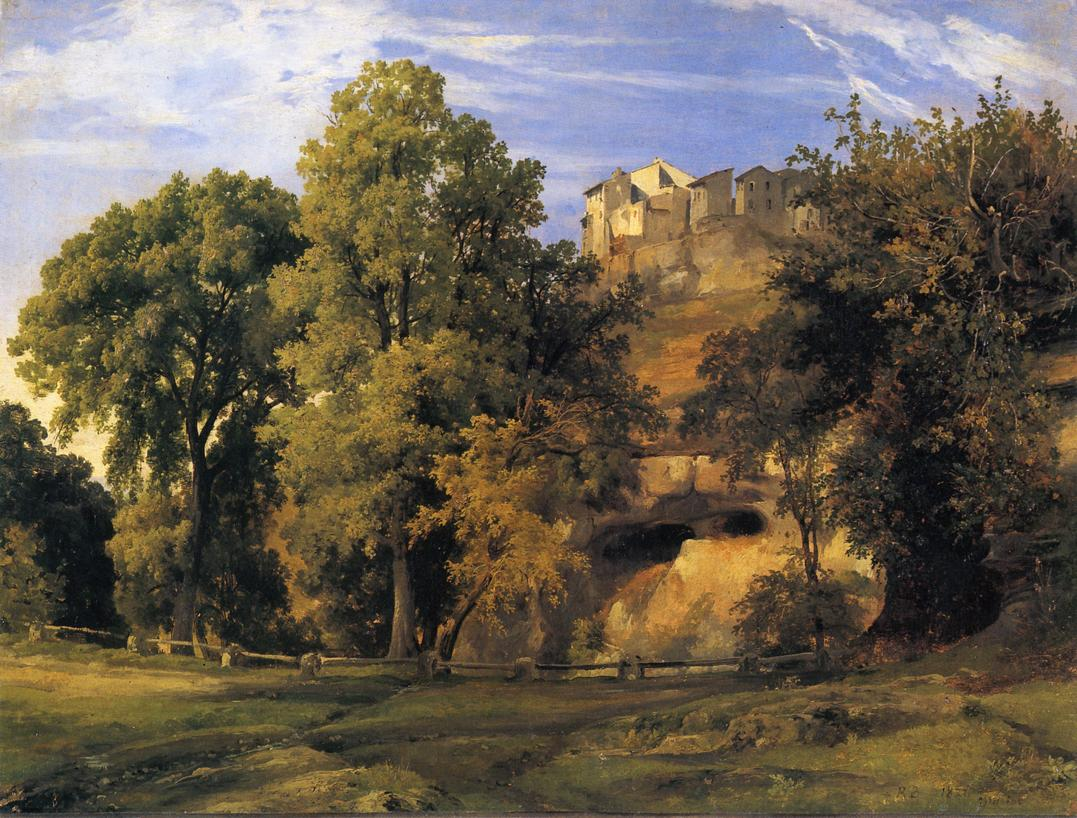
Paesaggio presso Orléans
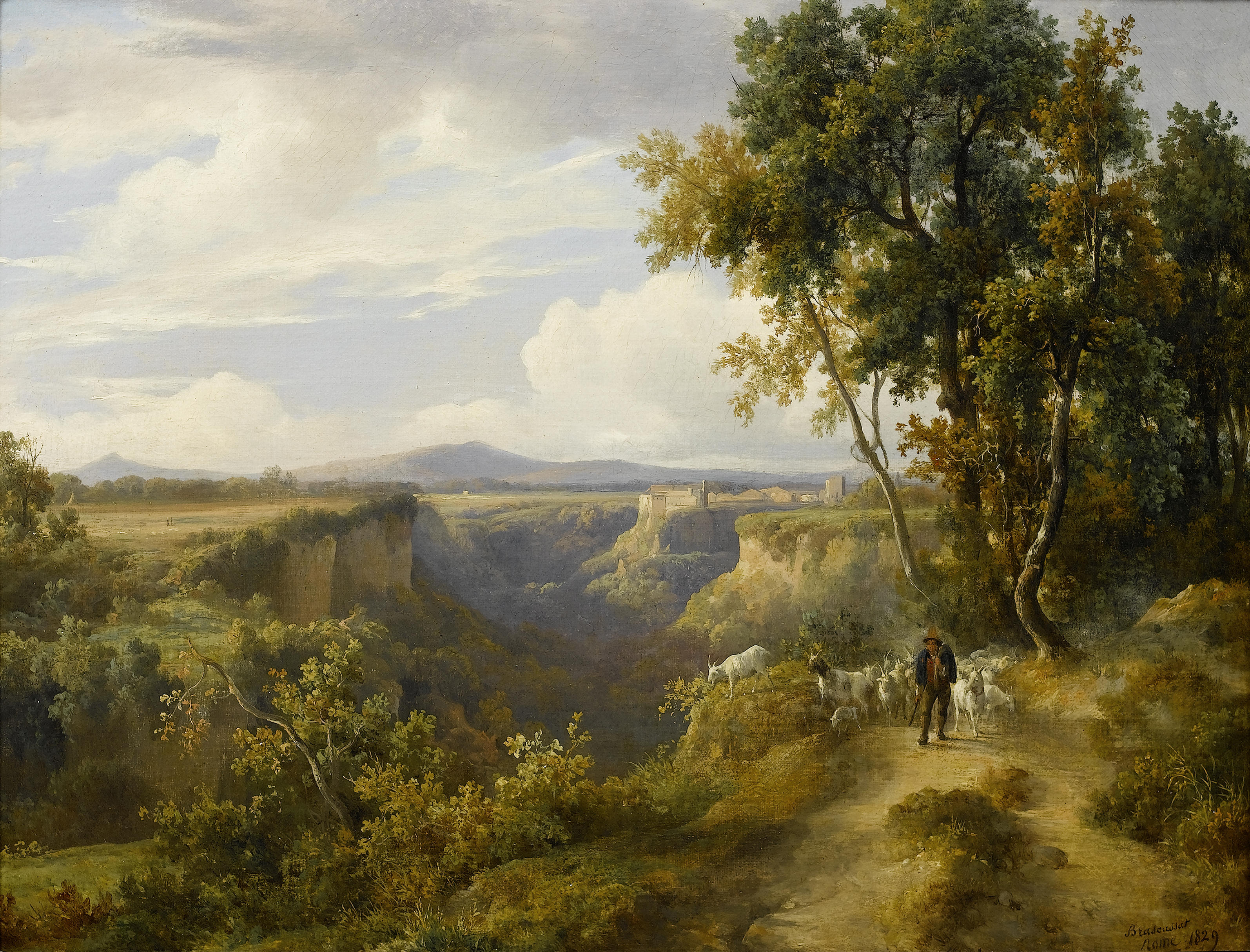
Paesaggio italiano
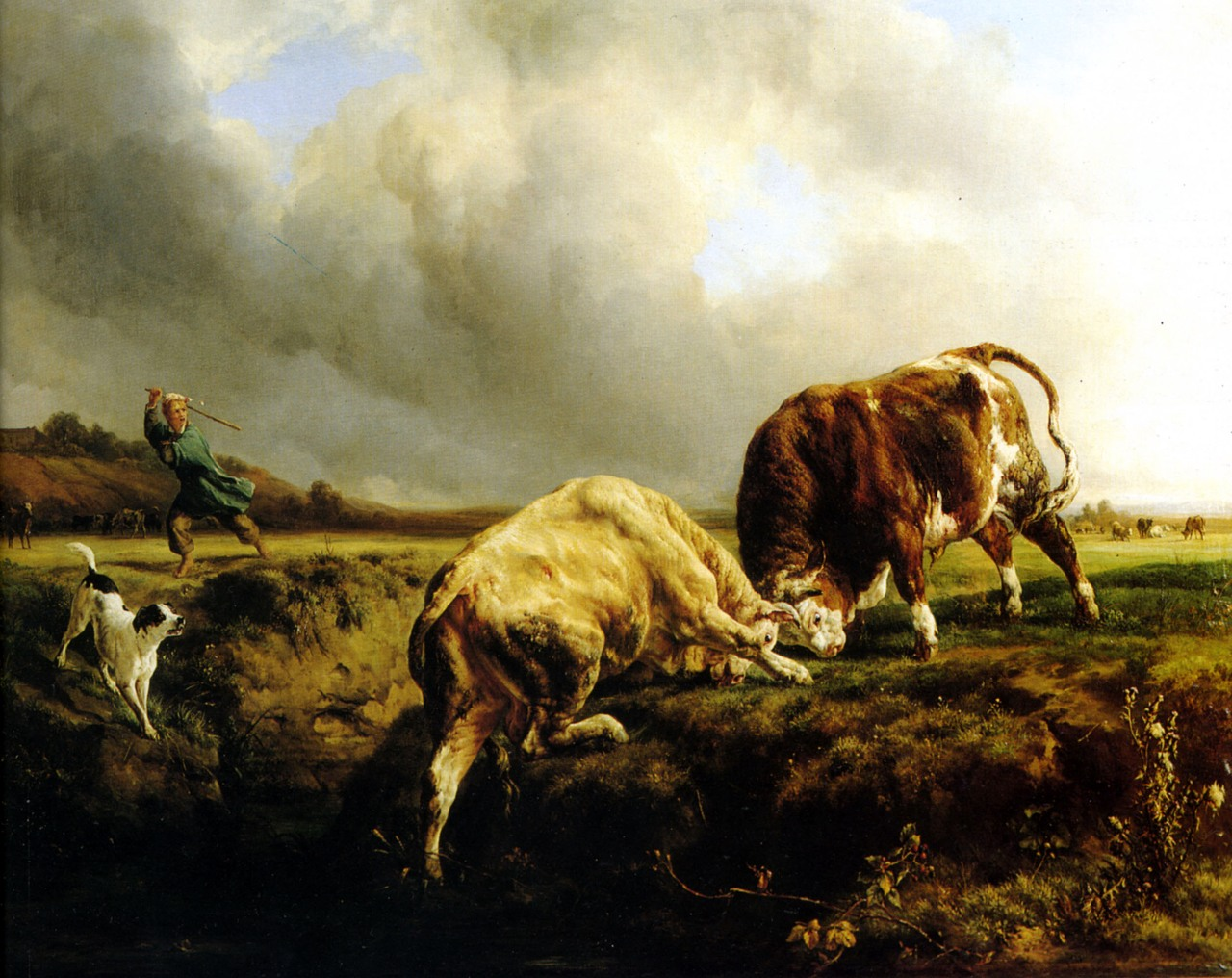
Combattimento di tori